# Hoplocorypha boromensis
Hoplocorypha boromensis es una especie de mantis de la familia Thespidae.

## Distribución geográfica
Se encuentra en Zambia.